# 299 Тора
299 Тора (299 Thora) — астероїд головного поясу, відкритий 6 жовтня 1890 року Йоганном Палізою у Відні.